# SM U-4 (1909)
SM U-4 – niemiecki okręt podwodny  typu U-3 z okresu I wojny światowej. Przez większość służby wykorzystywany jako jednostka szkolna.

## Historia
Zamówienie na okręt zostało złożone w stoczni Kaiserliche Werft Danzig w Gdańsku 13 sierpnia 1907 roku. Wodowanie okrętu nastąpiło 18 maja 1909 roku, wejście do służby 1 lipca 1909 roku. Podczas I wojny światowej nie był wykorzystywany bojowo, pełnił w tym czasie funkcję jednostki szkolnej. Został złomowany w 1919 roku.